# Хаврогорское сельское поселение
Хаврогорское сельское поселение или муниципальное образование «Хаврогорское» — упразднённое муниципальное образование со статусом сельского поселения в Холмогорском муниципальном районе Архангельской области России.
Соответствует административно-территориальной единице в Холмогорском районе — Хаврогорскому сельсовету.
Административный центр — деревня Погост.

## География
Сельское поселение находится на юге Холмогорского района, на правом берегу реки Северная Двина, в 90 км к югу от райцентра Холмогоры. Помимо Северной Двины по территории муниципального образования протекают реки Пингиша (Пиньгиша), Пукшеньга, Чёлмохта и другие правые притоки Северной Двины. На территории муниципального образования расположено множество озёр, самые крупные из них — Пинежское, Пачозеро, находящиеся в бассейне реки Пиньгиши, Янгозеро, Березницкое. Территория сельского поселения имеет равнинный, плоский характер, значительная часть территории заболочена, к востоку территория постепенно поднимается над уровнем моря. Самая низкая точка — берег Северной Двины у конгломерата деревень Чёлмохта.

## История
Муниципальное образование было образовано в 2004 году.
Первоначально Хаврогорский приход по мирскому управлению принадлежал Кевро́льской десятине.
В XVI—XVII веках территория поселения относилась к Емецкому стану, в XVIII веке — в Емецкой трети Двинского уезда.
В 1922—1925 годах территория поселения относилась к Емецкому уезду, в 1925—1929 годах — к Архангельскому уезду, в 1929—1959 годах — к Емецкому району.

## Население
| 2005 | 2010 | 2011 | 2012 | 2013 | 2014 | 2015 |
| ---- | ---- | ---- | ---- | ---- | ---- | ---- |
| 1017 | ↘817 | ↘807 | ↘783 | ↘769 | ↘742 | ↘729 |
| 2016 | 2017 | 2018 | 2019 | 2020 | 2021 |      |
| ↘708 | ↘679 | ↘656 | ↘622 | ↘597 | ↗625 |      |

## Состав сельского поселения
В состав сельского поселения входят 72 населённых пункта
| №  | Населённый пункт  | Тип населённого пункта          | Население |
| -- | ----------------- | ------------------------------- | --------- |
| 1  | Басалиха          | деревня                         | ↗5        |
| 2  | Березник          | деревня                         | →0        |
| 3  | Болото            | деревня                         | →2        |
| 4  | Болото            | деревня                         | ↗2        |
| 5  | Бор               | деревня                         | ↗136      |
| 6  | Борок             | деревня                         | ↘4        |
| 7  | Бутырки           | деревня                         | ↘0        |
| 8  | Бухоровщина       | деревня                         | →6        |
| 9  | Бушковы           | деревня                         | →6        |
| 10 | Вахново           | деревня                         | ↘5        |
| 11 | Верхний Конец     | деревня                         | ↘3        |
| 12 | Гора              | деревня                         | ↘10       |
| 13 | Горка             | деревня                         | ↗5        |
| 14 | Домачево          | деревня                         | ↘2        |
| 15 | Дорохово          | деревня                         | →0        |
| 16 | Ерзовка           | деревня                         | ↗12       |
| 17 | Задняя            | деревня                         | ↗32       |
| 18 | Законокса         | деревня                         | ↗2        |
| 19 | Заозеро           | деревня                         | →0        |
| 20 | Заозерье          | деревня                         | →12       |
| 21 | Заполье           | деревня                         | ↘2        |
| 22 | Заполье           | деревня                         | ↗10       |
| 23 | Заполье           | деревня                         | ↗6        |
| 24 | Запольица         | деревня                         | →0        |
| 25 | Заречье           | деревня                         | ↘2        |
| 26 | Заручевье         | деревня                         | ↘9        |
| 27 | Зуевщина          | деревня                         | →4        |
| 28 | Ивановы           | деревня                         | ↗48       |
| 29 | Казаковщина       | деревня                         | ↗6        |
| 30 | Кареньга          | деревня                         | ↗31       |
| 31 | Клишовщина        | деревня                         | ↗9        |
| 32 | Кокарево          | деревня                         | ↗13       |
| 33 | Конокса           | деревня                         | →7        |
| 34 | Корзовы           | деревня                         | →1        |
| 35 | Кручинины         | деревня                         | →16       |
| 36 | Кузнецовы         | деревня                         | 11        |
| 37 | Кузнецы           | деревня                         | ↗8        |
| 38 | Куково            | деревня                         | ↗5        |
| 39 | Кулига            | деревня                         | →4        |
| 40 | Луташи            | деревня                         | ↗8        |
| 41 | Макары            | деревня                         | ↘2        |
| 42 | Минеши            | деревня                         | ↗13       |
| 43 | Низ               | деревня                         | →0        |
| 44 | Никитины          | деревня                         | ↘1        |
| 45 | Оводовы           | деревня                         | →5        |
| 46 | Околодок          | деревня                         | ↘9        |
| 47 | Ощепково          | деревня                         | ↘1        |
| 48 | Первомайская      | деревня                         | ↘0        |
| 49 | Перелесок         | деревня                         | ↘0        |
| 50 | Плахино           | деревня                         | ↗11       |
| 51 | Плесо             | деревня                         | ↘3        |
| 52 | Погода            | деревня                         | →0        |
| 53 | Погост            | деревня                         | ↘1        |
| 54 | Погост            | деревня, административный центр | ↗96       |
| 55 | Подгор            | деревня                         | ↘3        |
| 56 | Пукшеньга         | деревня                         | ↗12       |
| 57 | Пукшеньга         | посёлок                         | ↗26       |
| 58 | Пустыщи           | деревня                         | →3        |
| 59 | Рябиха            | деревня                         | →1        |
| 60 | Сергеевщина       | деревня                         | ↘0        |
| 61 | Сивозерщина       | деревня                         | →0        |
| 62 | Старостины        | деревня                         | ↗6        |
| 63 | Сухие             | деревня                         | ↗30       |
| 64 | Танашовщина       | деревня                         | ↗1        |
| 65 | Тарасица          | деревня                         | ↗61       |
| 66 | Теребиха          | деревня                         | ↘11       |
| 67 | Терентьево        | деревня                         | ↘4        |
| 68 | Устрека           | деревня                         | ↘8        |
| 69 | Фелово            | деревня                         | ↗4        |
| 70 | Часовня           | деревня                         | ↘1        |
| 71 | Часовня           | деревня                         | ↗178      |
| 72 | Челомхотской Базы | посёлок                         | →0        |